# Pol·lució nocturna
Una pol·lució nocturna, emissió nocturna o un somni humit és una ejaculació involuntària de semen que té lloc durant el son.
Les pol·lucions nocturnes són més comuns durant els últims anys de l'adolescència, tot i que es presenten també en l'adult. Poden estar, o no, acompanyades per somnis eròtics. Alguns homes es desperten durant l'ejaculació, mentre que altres segueixen dormint i només se n'adonen en despertar-se i comprovar que la roba està tacada de semen, o ni tan sols ho noten si és que aquest s'ha assecat. Sovint no recorden cap mena de son de contingut sexual.
Durant la pubertat, el 13% dels homes experimenten la primera ejaculació de la seva vida o espermarquia durant una pol·lució nocturna. Segons els estudis de Kinsey, els homes que tenen la seva primera ejaculació com a conseqüència d'una pol·lució nocturna, presenten la espermarquia de mitjana un any després d'aquells que l'aconsegueixen per estimulació física, independentment que aquesta sigui per masturbació o relacions de parella.

## Causes
Ocorre quan el somni suggestiona involuntàriament l'individu o quan aquest passa una quantitat considerable de temps sense ejacular.

## Freqüència
La freqüència de les ejaculacions involuntàries nocturnes són molt variables i els estímuls sexuals del medi en què habita l'individu poden ajudar a incrementar-la. Alguns homes les presenten freqüentment, sobretot durant l'adolescència, mentre que altres no l'han experimentat mai. Segons les dades estadístiques de què es disposa, el 83% dels homes en els Estats Units l'han presentat en alguna ocasió al llarg de la seva vida.
Dins del grup d'homes que les experimenten, la freqüència mitjana en solters oscil·la entre 0,36 vegades per setmana per a joves de 15 anys, fins a 0,18 vegades per setmana per als de 40. Els homes casats presenten una freqüència de 0,23 emissions a la setmana als 19 anys i tan sols 0,15 a la setmana als 50. Per tant, la freqüència màxima es dona en joves de 15 anys i la més baixa en adults casats de 50 anys. No es disposa de dades a edats més avançades, se suposa que les emissions disminueixen progressivament en freqüència a mesura que avança l'edat.
En estudis realitzats en altres parts del món, la freqüència d'ejaculacions nocturnes poden diferir de les dels Estats Units. A la Indonèsia, el 97% dels homes les presenten a l'edat de 10 anys.